# Catocala ariana
Catocala ariana és una espècie de papallona nocturna de la subfamília Erebinae i la família Erebidae. Es troba a l'Afganistan.